# Alexandr Romaňkov
Alexandr Anatoljevič Romaňkov (* 7. listopad 1953 Korsakov, Sovětský svaz) je bývalý sovětský a běloruský sportovní šermíř ruské národnosti, který se specializoval na šerm fleretem.
Sovětský svaz reprezentoval v sedmdesátých a osmdesátých letech. Jako sovětský reprezentant zastupoval minskou šermířskou školu, která spadala pod Běloruskou SSR. Na olympijských hrách startoval v roce 1976, 1980 a 1988. V roce 1984 přišel o účast na olympijských hrách kvůli bojkotu. V soutěži jednotlivců získal na olympijských hrách stříbrnou (1976) a dvě bronzové (1980, 1988) olympijské medaile. Na mistrovství světa získal v soutěži jednotlivců celkem pět titulů mistra světa (1974, 1977, 1979, 1982 a 1983). Se sovětským družstvem fleretistů vybojoval na olympijských hrách 1988 zlatou olympijskou medaili a na olympijských hrách 1980 stříbrnou olympijskou medaili. Na mistrovství vybojoval se sovětským družstvem celkem pět titulů mistrů světa (1974, 1979, 1981, 1982 a 1989).